# Christlich-Demokratische Union Deutschlands (DDR)
De Christlich-Demokratische Union Deutschlands (CDUD, Christelijk-Democratische Unie van Duitsland) was een Oost-Duitse partij.

## Geschiedenis
De CDUD werd in 1945 opgericht in de Russische zone als confessionele partij voor heel Duitsland. Spoedig werden de contacten met de CDU's in de andere bezettingszones lauwer. De oprichters van de CDU in de Sovjet-bezettingszone (SBZ) behoorden voor de oorlog veelal tot de rooms-katholieke Duitse Centrumpartij (Deutsche Zentrumspartei), de nationalistische Duitse Nationale Volkspartij (Deutschnationale Volkspartei), de liberale Duitse Democratische Partij (Deutsche Demokratische Partei) en de Duitse Volkspartij (Deutsche Volkspartei). De vroegere leden van de liberale partijen en de nationalistische DNVP waren bijna zonder uitzondering allemaal protestants. Opvallend was het grote aantal verzetsstrijders dat bij de oprichting van de CDUD betrokken waren (o.a. Otto Nuschke, Ernst Lemmer, Andreas Hermes, Hildegard Staehle, Jakob Kaiser).
In 1945 werd de CDUD lid van het (door de communisten gedomineerde) Antifablok (Antifascistisch Blok) en na de oprichting van DDR werd de CDUD lid van het (eveneens door communisten gedomineerde) Nationaal Front. Vanaf het begin van de DDR was de CDUD een loyale coalitiegenoot van de (communistische) SED (net als de LDPD, DBD en de NDPD). Onder het voorzitterschap van Otto Nuschke koos de CDUD het partijmotto Ex oriente pax (de vrede komt uit het oosten), waarmee het Oostblok als een burcht van vrede werd voorgesteld Pas in november 1989 trad de CDUD uit het Nationaal Front en werd een onafhankelijke partij (onder Lothar de Maizière) en in maart 1990 won de CDUD de verkiezingen in de DDR en werd De Maizière premier. In oktober 1990 ging de CDUD op in de West-Duitse CDU van bondskanselier Helmut Kohl.

## Bestuursstructuur
Aan het hoofd van de CDUD stond de voorzitter (Vorsitzender), tot 1966 bijgestaan door een secretaris-generaal (Generalsekretär).
Tijdens het partijcongres (iedere 5 jaar) werd er een Hoofdbestuur (Hauptvorstand) gekozen. Als dagelijks bestuur werd er een Presidium uit het Hoofdbestuur gekozen (Präsidium des Hauptvorstandes). Het Presidium en met name het Secretariaat (Sekretariat des Hauptvorstandes) maakten de dienst uit binnen de CDUD. Het Secretariaat bestond uit de secretarissen van het Hoofdbestuur, de voorzitter, zijn plaatsvervangers (vicevoorzitters) en enkele andere leden.
Van 1966 tot november 1989 had CDUD-voorzitter Gerald Götting veel invloed.

### Zetels in deVolkskammer
| Jaar | zetels | totaal |
| ---- | ------ | ------ |
| 1950 | 67     | -      |
| 1954 | 52     | -      |
| 1958 | 52     | -      |
| 1963 | 52     | -      |
| 1967 | 52     | -      |
| 1971 | 52 (2) | 54     |
| 1976 | 52 (2) | 54     |
| 1981 | 52 (2) | 54     |
| 1986 | 52 (2) | 54     |
| 1990 | 174    |        |

### Leden
enkele prominente CDUD-leden (behalve de reeds genoemde personen):
- Heinrich Toeplitz (president Hooggerechtshof van de DDR)
- Heinz Winkler (minister van Opbouw)
- Herbert Schirmer (minister van Cultuur)
- Luitpold Steidle (minister van Volksgezondheid)
- Karl Grobbel (minister van Handel; oprichter van de Berlijnse Conferentie van Europese Katholieken)
- Hubertus Guske (secretaris-generaal Berlijnse Conferentie van Europese Katholieken)
- Emil Fuchs (hoogleraar theologie en dominee)
- Max Sefrin (vicepremier)
- Ernst Lemmer (vicevoorzitter CDUD, later voorzitter CDUD-in-ballingschap)
- Sabine Bergmann-Pohl (voorzitter van de Volkskammer)

## Verwijzingen
1. ↑  Ehm, Martin (2007) Die Kleine Herde: Die Katholische Kirche in Der SBZ und Im Sozialistischen Staat DDR, p. 31. Münster, LIT Verlag
2. ↑  Tussen haakjes CDUD-leden die behoorden tot een fractie van de massaorganisaties FDJ (1) en DFD (1)
3. ↑  Het totaal aantal CDUD'ers in de Volkskammer, incl. die CDUD'ers die behoorden tot een fractie van de massaorganisaties FDJ en DFD. Tot 1971: geen opgave
4. ↑  Lijstverbinding (Kartel) met diverse kleinere partijen, waaronder DA